# فلاديمير كارب
فلاديمير كارب (بالروسية: Карп, Владимир Павлович)‏ هو لاعب كرة قدم بيلاروسي، ولد في 9 أكتوبر 1994 في مينسك في روسيا البيضاء. لعب مع باتي بوريسوف.

## وصلات خارجية
- فلاديمير كارب على موقع قاعدة بيانات كرة القدم.إي يو (الإنجليزية)
- فلاديمير كارب على موقع Soccerway.com (الإنجليزية)